# كريستوفر داولينج
كريستوفر داولينج (بالإنجليزية: Christopher Dowling)‏ (مواليد 15 يونيو 1944) هو سبّاح من مالطا، مثّل بلاده في الألعاب الأولمبية الصيفية 1960.

## روابط خارجية
- كريستوفر داولينج على موقع الاتحاد الدولي للسباحة (الإنجليزية)
- كريستوفر داولينج على موقع أوليمبيديا (الإنجليزية)